# Henry Brooke, 11. Baron Cobham

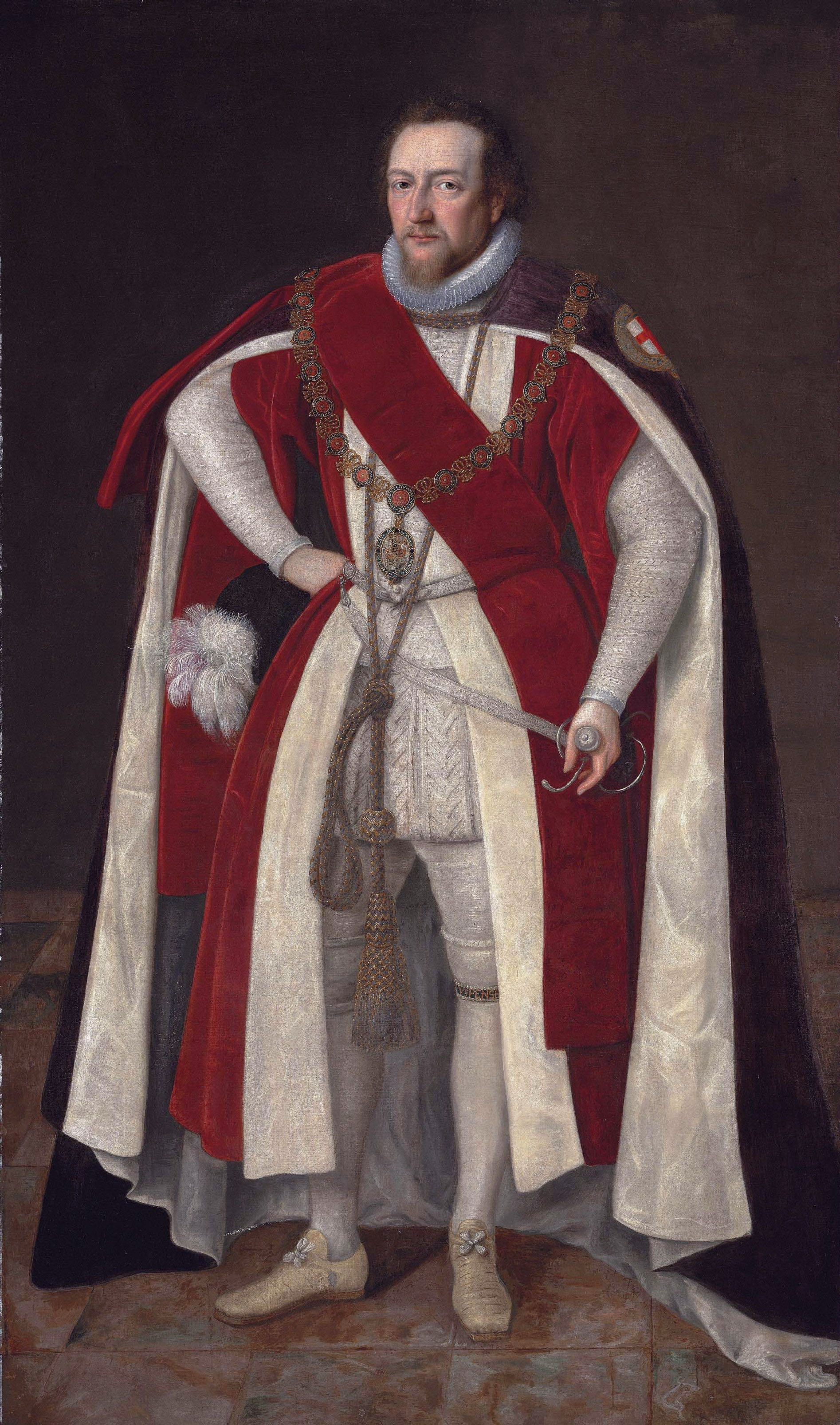
Henry Brooke, 11. Baron Cobham, Gemälde von Paul van Somer

Henry Brooke, 11. Baron Cobham (* 24. November 1564 in Cobham, Kent; † 24. Januar 1619 im Tower of London) war ein englischer Adliger und Politiker.

## Leben und Karriere
Henry Brooke war der Sohn des William Brooke, 10. Baron Cobham und dessen zweiter Gemahlin Frances Newton. Er wurde am 24. November 1564 auf dem Familiensitz seines Vaters Cobham Hall geboren. Seinem Vater folgend, der unter der Dynastie der Tudors einflussreiche und bedeutende Ämter bekleidete, schlug er eine politische Laufbahn ein. 1588 bis 1589 war er als Knight of the Shire für die Grafschaft Kent und 1593 bis 1593 als Burgess für das Borough Hedon in Yorkshire gewählter Abgeordneter im House of Commons. 1597 erbte er beim Tod seines Vaters dessen Titel als 11. Baron Cobham und wurde Mitglied des House of Lords. Gleichzeitig übernahm er von seinem Vater auch dessen Amt als Lord Warden of the Cinque Ports, das schon viele seiner Vorfahren bekleidet hatten. Von Königin Elisabeth I. wurde er im Juli 1598 zum Knight of the Bath geschlagen und 1599 als Knight Companion in den Hosenbandorden aufgenommen.

## Anklage und Verurteilung wegen Hochverrates
Unter dem neuen König aus dem Hause Stuart, Jakob I., brach seine Karriere jäh ab. Im Juli 1603 wurde er verhaftet und zusammen mit seinem Bruder Reverend George Brooke, Sir Walter Raleigh, Sir Griffin Markham und dem Lord Grey de Wilton wegen einer Verschwörung gegen den König, dem sogenannten Main Plot (auch Cobham’s Plot) angeklagt. Diese Verschwörung gegen den König wollte diesen töten und an seiner statt Arabella Stuart auf den Thron bringen. Er wurde im November 1603 zum Tode verurteilt und vom Parlament geächtet, d. h. seiner Titel, Rechte, Ämter und seines Besitzes entkleidet. Er wurde dann allerdings nicht hingerichtet, sondern lebenslänglich im Londoner Tower eingekerkert, wo er 1619 starb.
Er war seit 1601 mit Lady Frances Howard (1572–1628) verheiratet, Tochter des Charles Howard, 1. Earl of Nottingham, Witwe des Henry FitzGerald, 12. Earl of Kildare. Die Ehe blieb kinderlos.